# 万福镇 (吉安县)
万福镇，是中华人民共和国江西省吉安市吉安县下辖的一个乡镇级行政单位。

## 行政区划
万福镇下辖以下地区：
万福社区、井头村、枧下村、余家村、麻塘村、圳上村、万福村、白竹村、永春村、官溪村、炯村、麻陂村、留田村、枧口村、梅溪村、塘东村、雅池村、瑶江村、许家村、岭头村、老冈村、地前村、净坑村、谷塘村、大杏村、逢塘村、栗头村和鹤洲村。